# Tettigidea neoaustralis
Tettigidea neoaustralis är en insektsart som beskrevs av Otte, D. 1997. Tettigidea neoaustralis ingår i släktet Tettigidea och familjen torngräshoppor. Inga underarter finns listade i Catalogue of Life.